# Graphania passa
Graphania passa är en fjärilsart som beskrevs av Morris 1874. Graphania passa ingår i släktet Graphania och familjen nattflyn. Inga underarter finns listade i Catalogue of Life.